# RICO (女優)
華村 りこ（はなむら りこ、1963年11月11日 - ）、旧芸名RICO（りこ）は、日本の女性俳優、声優。東京都出身。宝塚音楽学校卒業。宝塚歌劇団卒業生。宝塚歌劇団68期生（入団時の成績は19番）。宝塚歌劇団時代の芸名は桜 里湖（さくら りこ）。2023年4月までテアトル・エコー所属。

## 出演作品

### テレビドラマ
- 十時半睡事件帖（たか）

### 吹き替え

#### 映画
- キス・オブ・ザ・ドラゴン ※テレビ東京版
- サウンド・オブ・ミュージック（カタリナ）※製作40&50周年記念版
- 天使にラブ・ソングを2（マーガレット〈ジェニファー・ラヴ・ヒューイット〉）※ソフト版
- 美女と野獣（クロチルド〈ヘイドン・グワイン〉）
- マネー・トレイン※フジテレビ版
- 魔法にかけられて

#### ドラマ
- ER緊急救命室
  - シーズンIX #10（ハンナ〈ジュリー・ポップ〉）
  - シーズンX #11（エレン〈グウェン・ミホク〉）
  - シーズンXI #8（ジョイス・トレガー〈ションティア・ヴァーノン〉）
  - シーズンXII #14（サラ・アービング〈ミシェル・アン・ジョンソン〉）
- WITHOUT A TRACE/FBI 失踪者を追え!（ワンダ）
- 華麗なる遺産（オ・ヨンナン）
- glee/グリー（エイプリル・ローズ/クリスティン・チェノウェス）
- どこかでなにかがミステリー（モリー・フィリップス）
- 名探偵モンク7

#### アニメ
- アナと雪の女王（召使の女性）
- アバローのプリンセス エレナ (ドニャ・パロマ)
- ウィッチ -W.I.T.C.H.-（ネリッサ）
- ぞうのババール 〜バドゥのだいぼうけん〜（セレスト）
- ソウルフル・ワールド（ドロシア[1]）
- ちいさなプリンセス ソフィア（ロビン、ヴォー）
- バンピリーナとバンパイアかぞく (グレゴリア)
- プリンセスと魔法のキス
- メリダとおそろしの森（キッチンの女中）
- ライオン・キング（ナラ）
  - ライオン・キング2 シンバズ・プライド（ナラ）
  - ライオン・キング3 ハクナ・マタタ（ナラ）
  - ライオン・ガード（ナラ）
- ラプンツェルのウェディング（王妃）

### 舞台
- ミス・サイゴン
- ブローニュの森は大騒ぎ（2001年）
- 涙で頬は傷だらけ（2002年）

### ゲーム
- キングダムハーツII （ナラ）

### その他
- こどもにんぎょう劇場「すてきな三にんぐみ」